# 天主教聖保祿及明尼阿波利斯總教區
天主教聖保祿及明尼阿波利斯總教區（拉丁語：Archidiocesis Paulopolitana et Minneapolitana）是美國一個羅馬天主教教省總教區，也是該國三十二個總教區之一。總教區管轄明尼蘇達州東南部十一個縣，並轄九個教區。
總教區有82萬5000名教友、187個堂區和超過400名司鐸。現任總主教為伯爾納鐸·A·赫布達，輔理主教為安德肋·H·卡澤恩斯，榮休總主教為若望·克萊特恩·尼恩斯特德，榮休輔理主教為李·安多尼·皮徹。總教區於2015年時被指未能保護未成年人而任由他們受到一名戀童的司鐸殘害，若望·尼恩斯特德和李·安多尼·皮徹於同年6月15日雙雙宣布辭去他們的總教區職務，獲教宗方濟各接納。
聖保祿教區於1850年7月設立，1888年5月4日升為總教區，1966年易名為「聖保祿及明尼阿波利斯總教區」。總教區於2015年1月申請破產保護，2018年12月解除破產。